# Arc de triomphe de Glanum
L'Arc municipal de Glanum est un arc de triomphe romain situé sur la commune de Saint-Rémy-de-Provence dans les Bouches-du-Rhône. Il est très comparable aux arcs romains que l'on trouve dans les villes d'Orange et de Carpentras, dans le Vaucluse.
L'arc de Glanum a fait l’objet d’un classement au titre des monuments historiques par la liste de 1840.

## Description
L'arc municipal date des premières années du règne d'Auguste et passe pour le plus ancien des arcs romains de la Gaule narbonnaise. Sur le passage de la grande voie des Alpes, il marquait l'entrée de Glanum. Ses proportions parfaites (12,5 m de longueur, 5,5 m de largeur et 8,6 m de hauteur) et la qualité exceptionnelle de son décor sculpté dénotent une influence grecque.
Des groupes de captifs enchaînés et des étendards ornent les façades du monument. Les parties hautes ont été détruites. Selon certains spécialistes, ses parties hautes « doivent être restituées avec une forme tabulaire, pour équilibrer les parties basses ; on pourrait y inclure le motif d'un fronton en triangle ».
Les colonnes centrales ne sont cependant pas contiguës à la baie, ce qui signifie que l'arc fut conçu pour définir les normes de la zone, et non s'y adapter.